# Ancylorhynchus susurrus
Ancylorhynchus susurrus är en tvåvingeart som först beskrevs av Karch 1879.  Ancylorhynchus susurrus ingår i släktet Ancylorhynchus och familjen rovflugor.
Artens utbredningsområde är Angola. Inga underarter finns listade i Catalogue of Life.